# Francesco Acerbi
Pour les articles homonymes, voir Acerbi.
Francesco Acerbi, né le 10 février 1988 à Vizzolo Predabissi, est un footballeur international italien évoluant au poste de défenseur au sein du club italien de l’Inter Milan. 
International italien depuis 2014, Acerbi a joué pour l'équipe nationale à trois reprises dans des matchs amicaux avant de faire ses débuts en compétition en 2018, participant plus tard à la campagne victorieuse de l'UEFA Euro 2020 de son pays.

## Biographie

### Carrière en club

#### Ses débuts
Francesco Acerbi est formé à l'AC Pavie, club d'une petite ville des environs de Milan. Il commence à faire partie de l'équipe première dès l'âge de 18 ans, mais du fait de l'instabilité qui règne à l'AC Pavia, Acerbi ne parvient pas à s'imposer et voit son club relégué. Par la suite, il rejoint en prêt différentes équipes italiennes, mais sans succès. Encore trop jeune et inexpérimenté, il ne bénéficie pas de beaucoup de minutes de jeu et revient ainsi dans son club de formation, l'AC Pavia lors de la saison 2008-2009, où il occupera sa place de titulaire indiscutable. 

#### La révélation
Il rejoint en juillet 2010 la Reggina, alors en Série B, et se révèle comme étant le meilleur défenseur de ce championnat. Janvier suivant, le Genoa détecte le potentiel du joueur et décide de le recruter tout en lui permettant de finir sa saison avec le club de Reggio de Calabre. Cependant, il jouera la saison suivante sous les couleurs du Chievo Vérone qui le récupère sous forme de copropriété incluant un échange avec Kevin Constant.
20 novembre 2011, Acerbi joue son premier match de Série A qui se soldera par une victoire. Il jouera davantage lors de la seconde partie de la saison, où il se révélera comme étant un jeune défenseur solide, totalisant finalement 17 titularisations.

#### AC Milan
L'AC Milan rachète les parts du Chievo sur Acerbi lors du mercato d'été 2012, et devient propriétaire à 50 % du jeune défenseur. La formation lombarde, dont la défense s'est trouvée orpheline des départs conjoints de Thiago Silva et Alessandro Nesta, détecte en Acerbi un joueur capable de faire oublier ces pertes, et lui accorde comme un symbole de porter le numéro 13, numéro que portait jusqu'alors Nesta. Le joueur, qui a dévoilé être supporter depuis toujours du Milan AC, aura la lourde tâche de succéder à deux idoles du club, et est attendu au tournant lors de la saison 2012-2013 pour prouver l'étendue de son talent.
En 2019, Acerbi a partagé qu'à Milan, il a lutté contre la dépression à la suite du décès de son père, se tournant vers l'alcool comme moyen de soulager son angoisse émotionnelle.

#### Genoa
Après près de six mois passés au club lombard, le défenseur qui n'a jamais réussi à s'assurer une place de titulaire n'aura finalement pas convaincu l'entraineur Massimiliano Allegri qu'il pouvait être une solution fiable pour l'avenir, et sera logiquement cédé lors du mercato hivernal au Genoa. Cependant, il est récupéré par le Chievo Verone sans avoir joué aucun match avec le club génois.

#### US Sassuolo
Il rejoint l'US Sassuolo le 8 juillet 2013, équipe au sein de laquelle il s'impose durablement ce qui contribue à faire de lui l'un des défenseurs centraux les plus courtisés du championnat italien.
Durant sa première année au club, il doit à deux reprises se faire opérer d'une tumeur cancéreuse détectée lors de l'examen médical de pré-saison,

#### Lazio de Rome
En juillet 2018, après avoir passé sa visite médicale avec succès, Francesco Acerbi signe un contrat de cinq ans avec le club de la capitale pour un montant d'environ 10 millions d'euros.

#### Inter Milan
Le 1er septembre 2022, il rejoint l'Inter Milan sous la forme d'un prêt avec une option d'achat, dont le montant n'a pas été communiqué. En fin de saison, le club Interiste lève l'option d'achat le concernant.
Avec le club lombard, Acerbi atteint la finale de la Ligue des Champions en 2023. 
Le 6 mai 2025, Acerbi marque le but égalisateur à la 93e minute contre le FC Barcelone en demi-finale de la Ligue des champions pour arracher les prolongations, permettant ainsi à son équipe de remporter le match 4-3 et de se qualifier pour la finale.

### Carrière en sélection nationale
Il est convoqué par Cesare Prandelli pour disputer son tout premier match avec la sélection d'Italie contre l'Angleterre le 15 août 2012.
Le 11 juillet 2021, il remporte l'Euro 2020 contre l'Angleterre aux tirs au but.
Acerbi se retire de l'équipe nationale d'Italie en mars 2024 avant des matchs amicaux aux États-Unis à la suite d'allégations d'abus raciales envers le défenseur de Napoli Juan Jesus.

## Palmarès
- Vainqueur de la Coupe d'Italie en 2019 avec la Lazio Rome
- Vainqueur de la Supercoupe d'Italie en 2019 avec la Lazio Rome
- Vainqueur de l'Euro 2020 avec l'Italie
- Finaliste de la Coupe des champions CONMEBOL–UEFA en 2022
- Vainqueur de la Supercoupe d'Italie en 2022 et 2023 avec l'Inter Milan
- Vainqueur de la Coupe d'Italie en 2023 avec l'Inter Milan
- Champion d'Italie en 2024 avec l'Inter Milan
- Finaliste de la Ligue des champions de l'UEFA en 2023 et en 2025 avec l’Inter Milan

## Statistiques
| Saison                | Club                  | Championnat           | Championnat | Championnat | Coupe(s) nationale(s) | Coupe(s) nationale(s) | Supercoupe | Supercoupe | Compétition(s) continentale(s) | Compétition(s) continentale(s) | Compétition(s) continentale(s) | Coupe du monde des clubs | Coupe du monde des clubs | Italie | Italie | Total | Total |
| Saison                | Club                  | Division              | M.          | B.          | M.                    | B.                    | M.         | B.         | Comp.                          | M.                             | B.                             | M.                       | B.                       | M.     | B.     | M.    | B.    |
| 2010-2011             | Reggina Calcio        | Serie B               | 42          | 2           | 1                     | 0                     | -          | -          | -                              | -                              | -                              | -                        | -                        | -      | -      | 43    | 2     |
| 2011-2012             | Chievo Vérone (prêt)  | Serie A               | 17          | 1           | 3                     | 0                     | -          | -          | -                              | -                              | -                              | -                        | -                        | -      | -      | 20    | 1     |
| 2012-2013             | AC Milan (prêt)       | Serie A               | 6           | 0           | 2                     | 0                     | -          | -          | C1                             | 2                              | 0                              | -                        | -                        | -      | -      | 10    | 0     |
| 2012-2013             | Chievo Vérone (prêt)  | Serie A               | 7           | 0           | -                     | -                     | -          | -          | -                              | -                              | -                              | -                        | -                        | -      | -      | 7     | 0     |
| Sous-total            | Sous-total            | Sous-total            | 72          | 3           | 6                     | 0                     | 0          | 0          | -                              | 2                              | 0                              | -                        | -                        | 0      | 0      | 80    | 3     |
| 2013-2014             | US Sassuolo           | Serie A               | 13          | 0           | -                     | -                     | -          | -          | -                              | -                              | -                              | -                        | -                        | -      | -      | 13    | 0     |
| 2014-2015             | US Sassuolo           | Serie A               | 32          | 2           | -                     | -                     | -          | -          | -                              | -                              | -                              | -                        | -                        | 1      | 0      | 33    | 2     |
| 2015-2016             | US Sassuolo           | Serie A               | 36          | 4           | 2                     | 0                     | -          | -          | -                              | -                              | -                              | -                        | -                        | 1      | 0      | 39    | 4     |
| 2016-2017             | US Sassuolo           | Serie A               | 38          | 4           | 1                     | 0                     | -          | -          | C3                             | 10                             | 0                              | -                        | -                        | -      | -      | 49    | 4     |
| 2017-2018             | US Sassuolo           | Serie A               | 38          | 0           | 3                     | 0                     | -          | -          | -                              | -                              | -                              | -                        | -                        | -      | -      | 41    | 0     |
| Sous-total            | Sous-total            | Sous-total            | 159         | 10          | 6                     | 0                     | 0          | 0          | -                              | 10                             | 0                              | -                        | -                        | 2      | 0      | 177   | 10    |
| 2018-2019             | SS Lazio              | Serie A               | 37          | 3           | 5                     | 0                     | -          | -          | C3                             | 8                              | 0                              | -                        | -                        | -      | -      | 50    | 3     |
| 2019-2020             | SS Lazio              | Serie A               | 35          | 2           | 3                     | 0                     | -          | -          | C3                             | 6                              | 0                              | -                        | -                        | -      | -      | 44    | 2     |
| 2020-2021             | SS Lazio              | Serie A               | 32          | 0           | 2                     | 1                     | -          | -          | C1                             | 8                              | 0                              | -                        | -                        | -      | -      | 42    | 1     |
| 2021-2022             | SS Lazio              | Serie A               | 30          | 4           | -                     | -                     | -          | -          | C3                             | 8                              | 0                              | -                        | -                        | 8      | 0      | 46    | 4     |
| Sous-total            | Sous-total            | Sous-total            | 134         | 9           | 10                    | 1                     | 0          | 0          | -                              | 28                             | 0                              | -                        | -                        | 8      | 0      | 180   | 10    |
| 2022-2023             | Inter Milan (prêt)    | Serie A               | 31          | 0           | 5                     | 1                     | 1          | 0          | C1                             | 12                             | 0                              | -                        | -                        | 3      | 0      | 52    | 1     |
| 2023-2024             | Inter Milan           | Serie A               | 29          | 3           | 1                     | 0                     | 2          | 0          | C1                             | 6                              | 0                              | -                        | -                        | 3      | 0      | 41    | 3     |
| 2024-2025             | Inter Milan           | Serie A               | 23          | 0           | 1                     | 0                     | 0          | 0          | C1                             | 9                              | 1                              | 1                        | 0                        | 0      | 0      | 34    | 1     |
| Sous-total            | Sous-total            | Sous-total            | 84          | 3           | 7                     | 1                     | 3          | 0          | -                              | 27                             | 1                              | 1                        | 0                        | 9      | 0      | 131   | 5     |
| Total sur la carrière | Total sur la carrière | Total sur la carrière | 449         | 25          | 29                    | 2                     | 3          | 0          | -                              | 67                             | 1                              | 1                        | 0                        | 34     | 1      | 583   | 29    |